# スーパーハウス

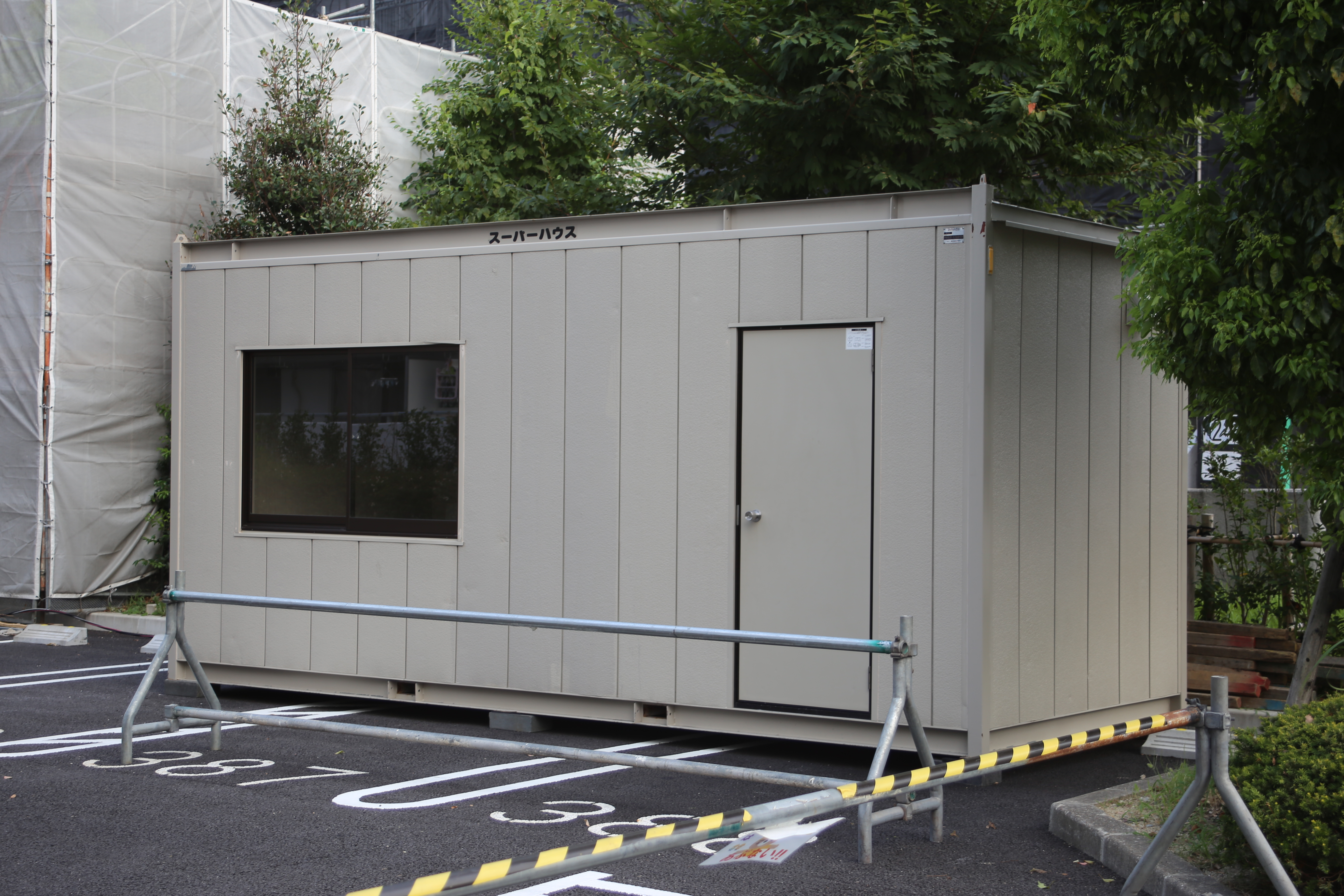
スーパーハウス（2016年8月）

スーパーハウスは、株式会社ナガワが販売するプレハブ式ユニット住宅の商品名で、同社の登録商標（第6007188号）である。
設置後の移設・増設が可能なタイプもあり、仮設事務所・休憩所等に利用されている。最近では、内装・外装等も一般住宅と遜色ない材料が使われているタイプもあり、事務所・店舗・住宅としても使用可能なレベルのタイプもある。

## 利用
中型自動車免許（旧普通自動車免許）で運転できる4トン積みトラックで、丸ごと移設が可能であることから、建設現場の事務所や詰所などの仮設建築物として利用されている。

## 仕様
1坪タイプから2階建ての大型タイプまで、ユニットを増設することにより自由な間取りを設定することが可能。別途、電気や水道をひくことにより災害時には被災者の仮住まい（仮設住宅）として利用されている。